# Puinave
 I Puinave sono un gruppo etnico della Colombia e del Venezuela, con una popolazione stimata di circa 3228 persone. Questo gruppo etnico è principalmente di fede animista e parla la lingua Puinave (codice ISO 639: PUI).
Vivono presso il fiume Inírida, nel territorio di Dipartimento di Guainía.